# Pedro Larrañaga (político peruano)
Pedro Larrañaga fue un político peruano. 
Fue elegido diputado por la entonces provincia juninense de Pasco en 1901 hasta 1906 durante los gobiernos de Eduardo López de Romaña, Manuel Candamo, Serapio Calderón y José Pardo y Barreda en la República Aristocrática. Fue reelecto en 1907 y en 1913.
En 1919, cuando el presidente Augusto B. Leguía dio inicio a su oncenio, fue elegido diputado por la provincia de Pasco para la Asamblea Nacional de ese año que tuvo por objeto emitir una nueva constitución, la Constitución de 1920.